# Петро Боговитинович
Петро́ Богови́тинович (? — після 1504) — руський (український, білоруський) боярин з панського роду Боговитинів, гербу Корчак. Землевласник у Кременецькому і Луцькому повітах Волинської землі та Берестейській землі Великого князівства Литовського.  

## Відомості
Петро Боговитинович є одним з трьох відомих синів родоначальника боярського роду Боговитинів — Боговитина, який згадується у 1431 - 1437 рр.
Уперше Петро Боговитинович з'являється у відомих джерелах під 1496 роком, де передає своєму племіннику Богдану Богушевичу Боговитиновичу маєток Турія у Кременецькому повіті. 1497 року він засвідчував лист братів Колчейовичів, Михайлу князю Сангушку, а 1504 року брав участь у розгляді луцьким старостою і маршалком волинської землі Семеном князем Гольшанським суперечки між Андрієм князем Сангушком та Федором князем Четвертинським.
Судячи з володінь його сина та онуків, Петро Боговитинович володів селами Кордишів, Горбівці й Загайці, що належали до Шумського маєтку у Кременецькому повіті та частиною маєтку Козеради на Берестейщині. Також вислужив у короля Казимира IV Ягеллончика село Росолівці у Кузьминській волості на півдні Волині.

## Сім'я
Дружина Петра Боговитиновича — N Євдокія. Вона та її чоловік записані у пом'янику Києво-Печерського монастиря, як родичі сина — Боговитина Петровича Шумбарського. Брати й сестри Петра Боговитиновича:
- Богуш Боговитинович, у шлюбі з N Мушатою та NN.
- Лев Боговитинович, у шлюбі з NN та Ганною N.
- Ганна Боговитинівна, у шлюбі з Андрієм Олександровичем Солтаном.
- N Боговитинівна, у шлюбі з Андрієм князем Полубенським.[1]